# Lugh
Lug, Lugh, Lugus of Lugos (Modern Iers: Lú (uitspraak /lu:/)) is de Keltische zonnegod. Hij is sterk, jong en een meester van alle kunsten. Hij is de god van de ambachten en de handel. Hij was in het bijzonder voor de smeden belangrijk. Hij stond voor de logische combinatie handel en techniek, maken en verkopen. Lugh wordt gezien als een Vadergod. Hij wordt vereerd met het heidense Lúghnásádh feest. Dit wordt gevierd wanneer de eerste oogst binnen wordt gehaald, in de eerste week van augustus.

## Attributen
De slinger van Lugh was gemaakt van de regenboog en de Melkweg en werd de Keten van Lugh genoemd. Hij had ook een magische speer die hij niet zelf hoefde te gebruiken, want deze was levend en zo dorstig naar levenssap dat hij enkel rustig gehouden kon worden door hem met de kop in een slaapdrank gemaakt van maanzaad te steken. Wanneer de strijd naderde, werd de speer uit de slaapdrank gehaald en dan raasde en daverde hij tegen de riemen die hem in bedwang hielden, sloegen er vonken uit, en zodra hij uit zijn ketenen schoot, drong hij door rijen en rijen tegenstanders, zonder hier ooit genoeg van te krijgen.

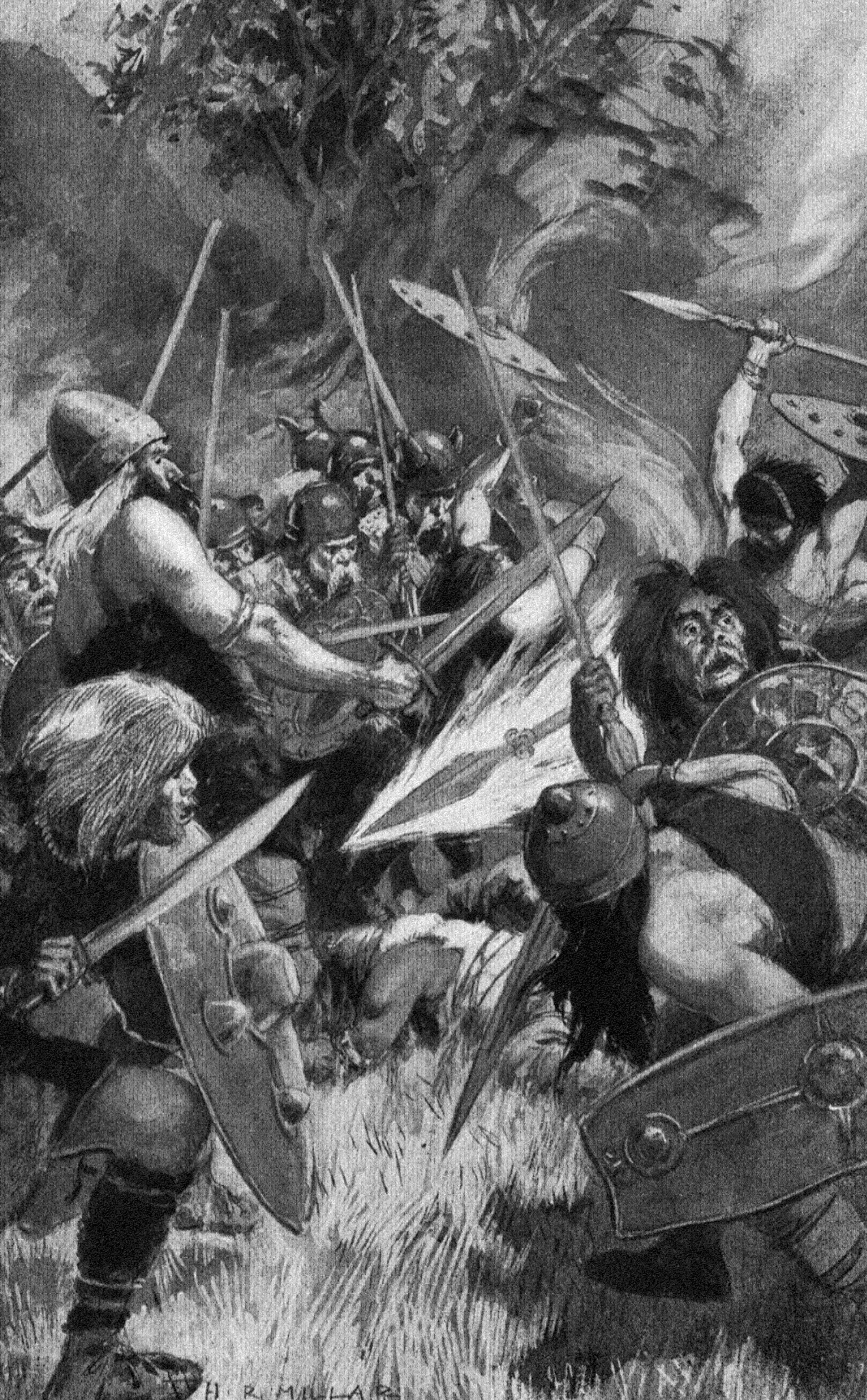
Lugh met zijn speer

## Genealogie
De vader van Lugh was Cian van de Tuatha Dé Danann en zijn moeder Ethniu dochter van Balor van de Fomóiri. Hun vereniging stelt een dynastiek huwelijk voor tussen die twee volksstammen, volgens het Lebor Gabála Érenn.

## Romeinen
De naam Lugdunum voor verschillende Romeinse steden, was afgeleid van de naam van deze godheid.

Zijn Romeinse tegenhangers volgens de interpretatio romana zijn Mercurius en Apollo

## Lleu
Lleu Law Gyffes is de Welshe equivalent van de Ierse Lugh en Gallische Lugus. Zijn geboorte, huwelijk, dood en opstanding komen voor in de vierde tak van de Mabinogion, Math zoon van Mathonwy.
Abnoba · 
Ancamna ·
Andarta ·
Andraste ·
Anu ·
Artio · 
Arduinna · 
Arvernorix · 
Aufaniae · 
Ategnissa · 
Aveta · 
Badb ·
Banba ·
Belenos ·
Belisama · 
Bormo · 
Branwen ·
Breg ·
Bres ·
Breogán ·
Brigantia · 
Bussurigios · 
Cailleach ·
Camulos ·
Caturix · 
Cernunnos ·
Cicollos · 
Cissonius · 
Cú Chulainn ·
Dagda ·
Danu ·
Domnu ·
Epona ·
Ériu ·
Esus ·
Fand ·
Fódla ·
Gontia · 
Grannus · 
Gwendolyn ·
Herecura · 
Icovellauna · 
Intarabis · 
Inciona ·
Iouga ·
Lí Ban ·
Litavis · 
Llŷr ·
Loucetius · 
Lugh ·
Lugos · 
Luxovius ·
Macha ·
Marrigu ·
Matres ·
Mogons · 
Mogontia · 
Morrigan ·
Nemain ·
Nemetona · 
Ogma ·
Ogmios · 
Poeninus · 
Ritona · 
Rhenus · 
Rosmerta · 
Seela ·
Sequana ·
Sídhe ·
Suleviae ·
Taranis · 
Toutiorix · 
Teutanus · 
Teutates ·
Tuatha Dé Danann ·
Vassocaletis · 
Vellaunus ·
Vosegus · 
Xulsigiae